# La Calera (Yuriria)
La Calera es una localidad del estado mexicano de Guanajuato. Es parte del municipio de Yuriria.

## Demografía
| Gráfica de evolución demográfica |
|                                  |

| Censo | Población |
| ----- | --------- |
| 1900  | 598       |
| 1910  | 694       |
| 1921  | 460       |
| 1930  | 519       |
| 1940  | 769       |
| 1950  | 884       |
| 1960  | 1 090     |
| 1970  | 1 271     |
| 1980  | 1 922     |
| 1990  | 1 913     |
| 2000  | 3 376     |
| 2010  | 1 849     |
| 2020  | 1 767     |